# Zhang od Hana
Car Zhang od Hana (漢章帝) bio je car Kine iz dinastije Han.
Rođen je 57. kao princ Da. Roditelji su mu bili car Ming - sin cara Guangwua - i supruga Jia, čija je teta, carica Ma, usvojila Daa.
75. Ming je umro i Da ga je naslijedio kao Zhang. Imao je 18 godina.
Smatran je vrlo skromnim carem.
77. je za ljubavnicu uzeo jednu od svojih rođakinja te ju je oženio 78. Postala je carica Dou.
Dvije kćeri Song Yanga postale su Zhangove ljubavnice. 78. je starija gospa Song rodila sina Liu Qinga, koji je postao krunski princ jer Dou nije imala sinova.
Dou je posvojila princa Liu Zhaoa, kojeg je Zhangu rodila gospa Liang.
Sestre Song su se ubile, a Zhao je učinjen krunskim princem.
Zhang je umro 88. Zhao ga je naslijedio kao car He od Hana.